# HD 110646
HD 110646，又名BD-00 2603，SAO 138933、HR 4837，是一颗恒星，视星等为5.93，位于銀經298.88，銀緯61.23，其B1900.0坐标为赤經12h 38m 29.8s，赤緯-1° 61.23′ 37″。